# Odontoptila albiserpentata
Odontoptila albiserpentata là một loài bướm đêm trong họ Geometridae.